# Loch Naver

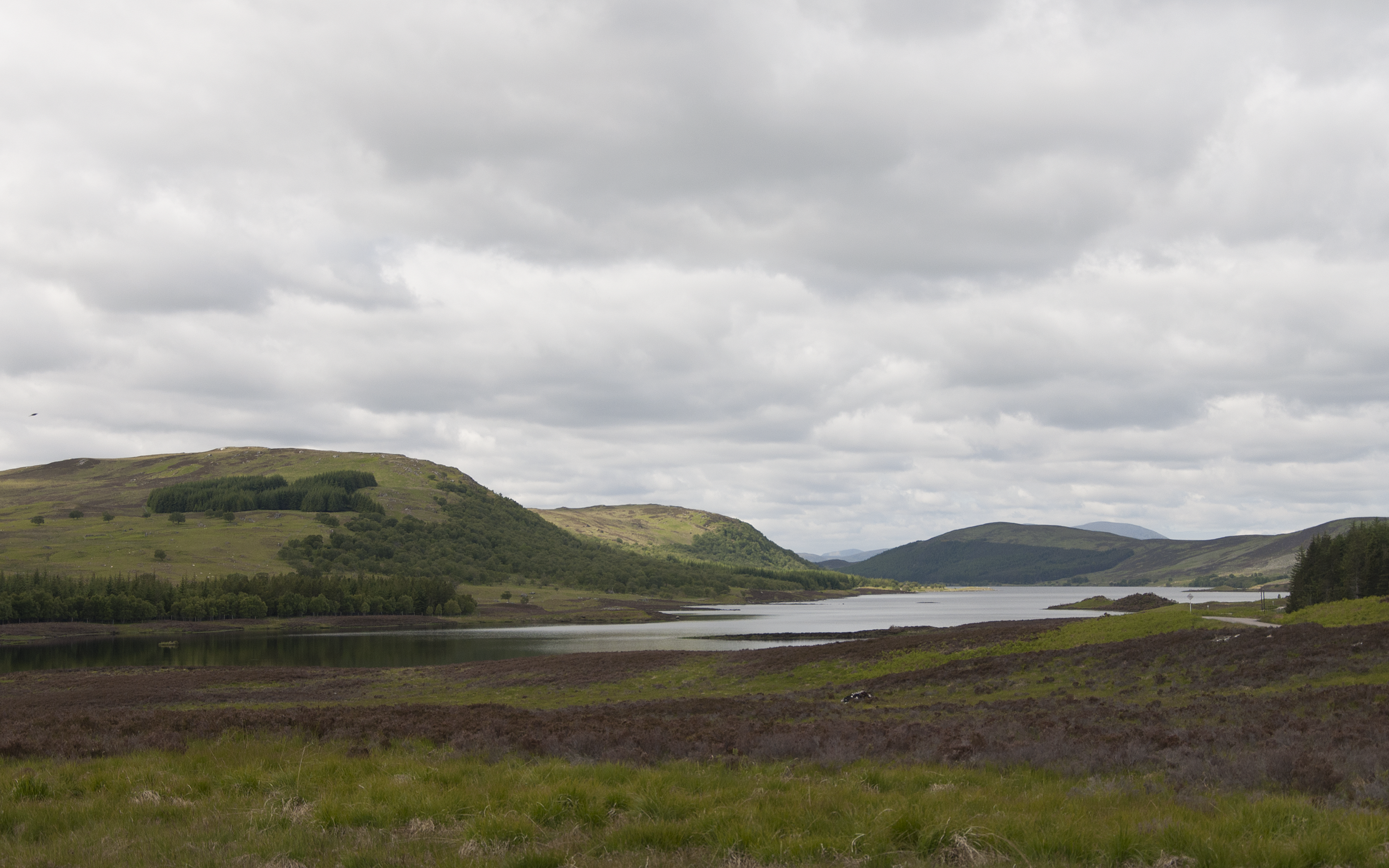
Loch Naver vanaf het noorden

Loch Naver is een loch in de vallei Strathnaver van Sutherland in Schotland. Het loch is 10 km lang en 33 m diep. De rivier Naver stroomt uit het loch aan zijn oostelijke zijde en stroomt in Bettyhill in de Atlantische Oceaan.
Aan de oever van het loch ligt het dorp Grummore met de Grummore Broch, een broch uit de eerste eeuw voor of na onze jaartelling. De Vikingen werden aan het einde van de 12e eeuw definitief verslagen aan de oostelijke zijde van dit loch tijdens de slag van Dalharrold.

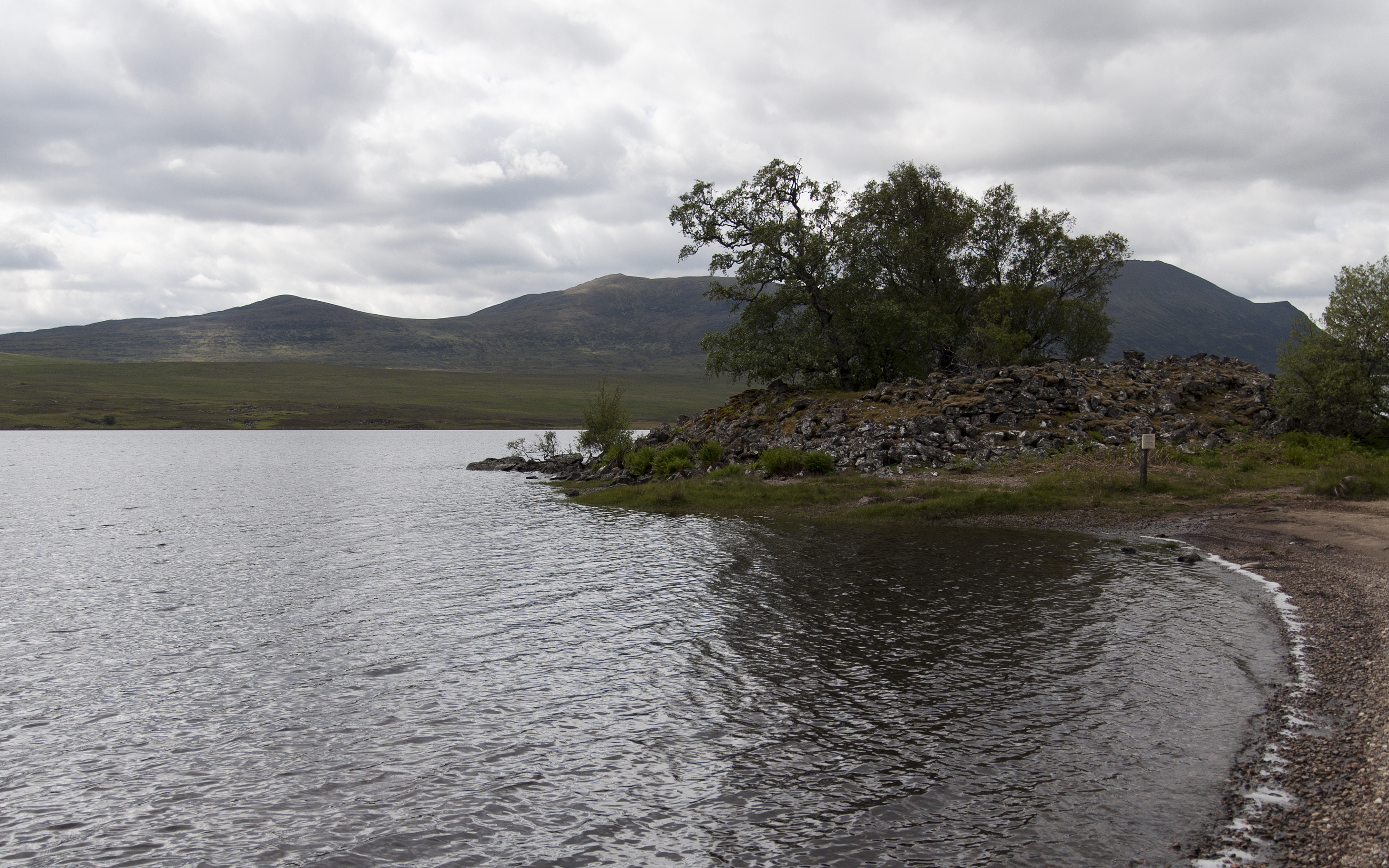
Loch Naver en de Grummore Broch
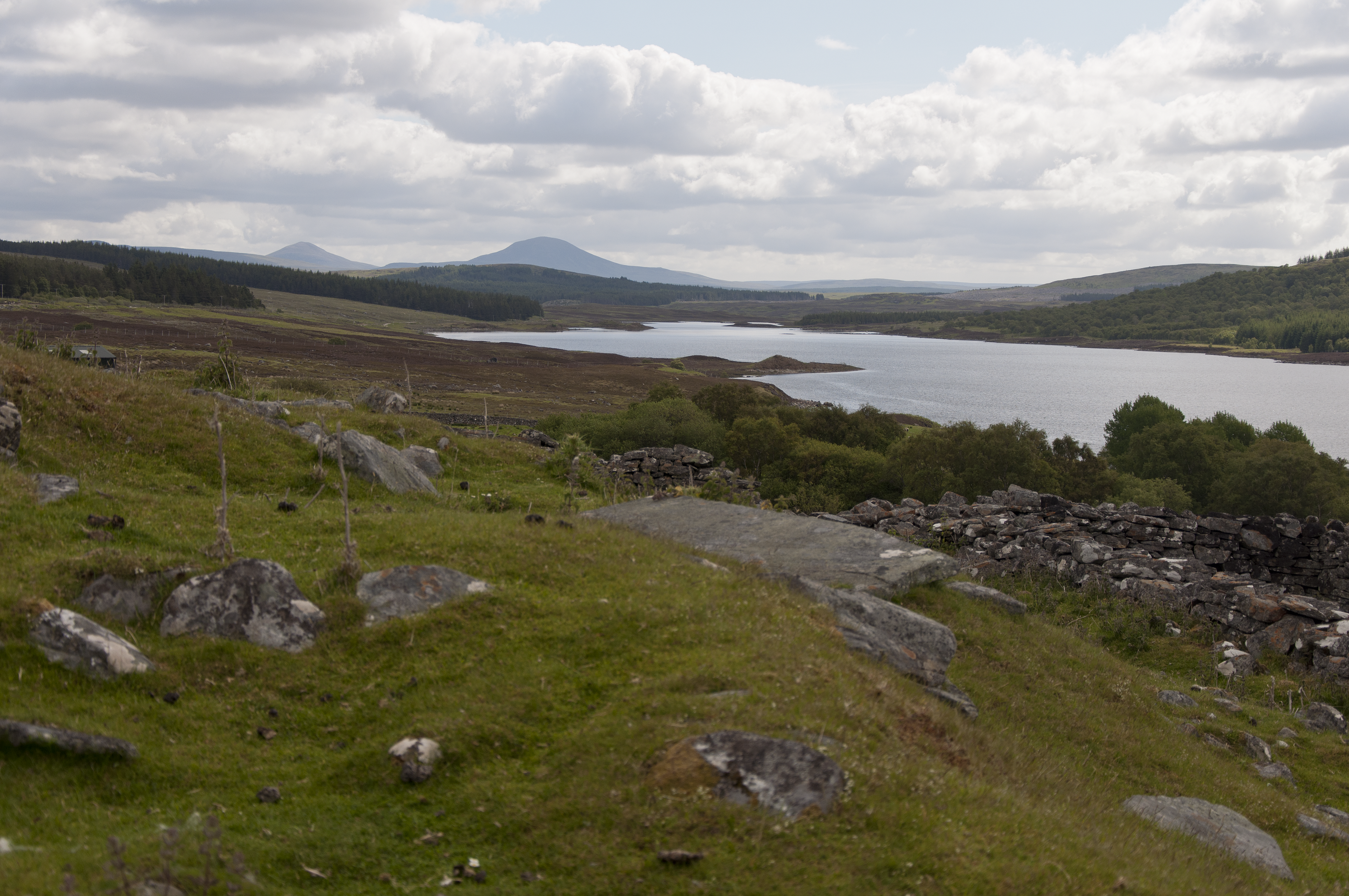
Loch Naver en ontruimde woningen van Grumbeg vanaf het zuiden
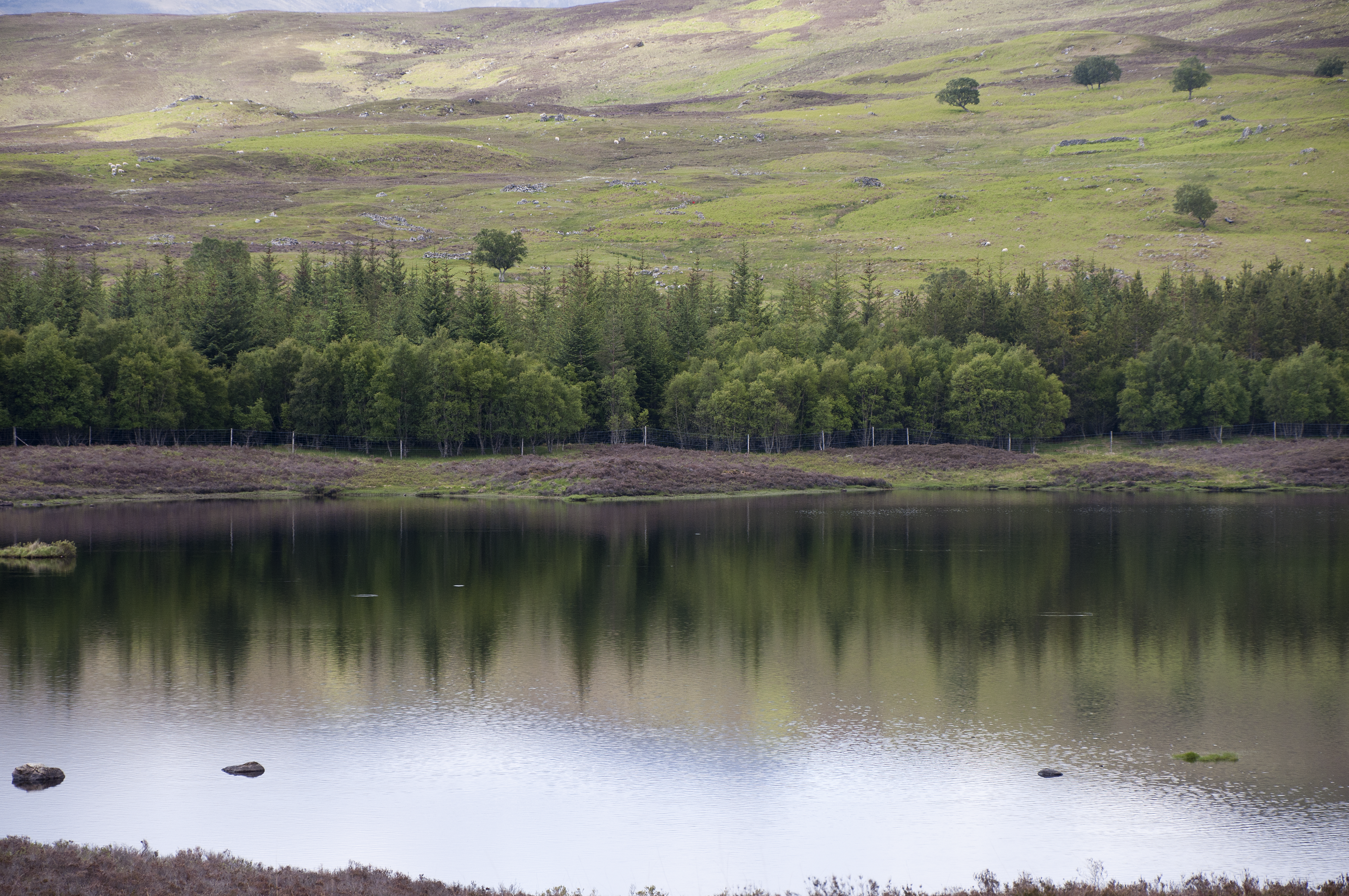
Loch Naver